# Brad Dourif
Brad Dourif, all'anagrafe Bradford Dourif (Huntington, 18 marzo 1950), è un attore e doppiatore statunitense, candidato all'Oscar al miglior attore non protagonista nel 1976.

## Biografia
È nato nel 1950 a Huntington, in Virginia Occidentale, figlio di Joan Felton e Jean Henri Dourif; suo padre morì quando aveva 3 anni. Dal 1963 al 1965 frequenta la Aiken Preparatory School nella Carolina del Sud dove segue corsi di recitazione. È figlio d'arte, visto che anche la madre, Joan, era un'attrice di teatro. È noto per aver recitato in film come Qualcuno volò sul nido del cuculo (per il quale è stato candidato all'Oscar al miglior attore non protagonista), Dune, Mississippi Burning - Le radici dell'odio, per aver interpretato Grima Vermilinguo nel secondo e nel terzo film (versione estesa) de Il Signore degli Anelli: Le due torri e Il ritorno del re e per essere stato il doppiatore di Chucky nella celebre saga horror de La bambola assassina.
Dourif comincia a recitare in compagnie amatoriali e contemporaneamente frequenta la Marshall University. A 19 anni decide di lasciare l'università e si trasferisce a New York dove continua a recitare in spettacoli teatrali. Nel 1975 il regista Miloš Forman lo sceglie per una parte nel film Qualcuno volò sul nido del cuculo, in cui interpreta il giovane malato Billy. Il film ottiene un enorme successo e Dourif vince un Golden Globe e un British Academy Award; ottiene anche una nomination all'Oscar.
In seguito Dourif continua a recitare sia a teatro sia in film per il cinema; affianca Faye Dunaway e Tommy Lee Jones nel thriller Occhi di Laura Mars ed è protagonista di La saggezza nel sangue di John Huston. David Lynch lo vuole in Dune e Velluto blu. Nel 1988 presta la voce a Chucky nel film La bambola assassina. Nel 1990 interpreta Gemini Killer ne L'esorcista III. Nel 1992 è nel quarto capitolo di Critters. Nel 1993 è in Trauma di Dario Argento. Nel 1997 è nel quarto capitolo di Alien. Dourif ha anche partecipato in veste di guest star ad alcune serie televisive di successo come X-Files, Star Trek: Voyager, La signora in giallo, Babylon 5 e Law & Order - I due volti della giustizia. Molti ricordano Dourif come Grima Vermilinguo in due dei tre capitoli de Il Signore degli Anelli, diretti da Peter Jackson. Di recente ha preso parte a due remake: Halloween - The Beginning e Il cattivo tenente - Ultima chiamata New Orleans. Ha inoltre partecipato nel ruolo di Saavedro al videogioco Myst III: Exile.
È anche interprete del video musicale della canzone Stranger in Town dei Toto. Nel 2012 interpreta il diavolo nel video musicale Drinking from the Bottle di Calvin Harris.

## Filmografia

### Attore

#### Cinema
- Un uomo da buttare (W.W and Dixie Dancekings), regia di John G. Avildsen (1975) – non accreditato
- Qualcuno volò sul nido del cuculo (One Flew Over the Cuckoo's Nest), regia di Miloš Forman (1975)
- Foto di gruppo con signora (Gruppenbild mit Dame), regia di Aleksandar Petrović (1977)
- Occhi di Laura Mars (Eyes of Laura Mars), regia di Irvin Kershner (1978)
- La saggezza nel sangue (Wise Blood), regia di John Huston (1979)
- I cancelli del cielo (Heaven's Gate), regia di Michael Cimino (1980)
- Ragtime, regia di Miloš Forman (1981)
- Dune, regia di David Lynch (1984)
- Istanbul, regia di Marc Didden (1985)
- Velluto blu (Blue Velvet), regia di David Lynch (1986)
- Impure Thoughts, regia di Michael A. Simpson (1986)
- Medium Rare, regia di Paul Madden (1987)
- Fatal Beauty, regia di Tom Holland (1987)
- La bambola assassina (Child's Play), regia di Tom Holland (1988)
- Mississippi Burning - Le radici dell'odio (Mississippi Burning), regia di Alan Parker (1988)
- Il dono del silenzio (Sonny Boy), regia di Robert Martin Carroll (1989)
- Horseplayer, regia di Kurt Voß (1990)
- I figli del fuoco (Spontaneaus Combustions), regia di Tobe Hooper (1990)
- L'esorcista III (The Exorcist III), regia di William Peter Blatty (1990)
- L'agenda nascosta (Hidden Agenda), regia di Ken Loach (1990)
- Gran Praire Tales:Hit The Trail to Terror, regia di Wayne Coe (1990)
- La creatura del cimitero (Graveyard Shift), regia di Ralph S. Singleton (1990)
- Murder Blues, regia di Anders Palm (1991)
- Chaindance - Sotto massima sicurezza (Chaindance), regia di Allan A. Goldstein (1991)
- Jungle Fever, regia di Spike Lee (1991)
- Critters 4, regia di Rupert Harvey (1991)
- No Control - Fuori controllo (Body Parts), regia di Eric Red (1991)
- Grido di pietra (Cerro Torre: Schrei aus Stein), regia di Werner Herzog (1991)
- Londra mi fa morire (London Kills Me), regia di Hanif Kureishi (1991)
- Final Judgment, regia di Louis Morneau (1992)
- Amos & Andrew, regia di E. Max Frye (1993)
- Trauma, regia di Dario Argento (1993)
- A Worn Path, regia di Bruce Schwartz (1994)
- Il colore della notte (Color of the Night), regia di Richard Rush (1994)
- Phoenix, regia di Troy Cook (1995)
- L'isola dell'ingiustizia - Alcatraz (Murder in the First), regia di Marc Rocco (1995)
- Death Machine, regia di Stephen Norrington (1995)
- Insieme verso il domani (A Step Toward Tomorrow), regia di Deborah Reinisch (1996)
- Giustizia bionda (Sworn to Justice), regia di Paul Maslak (1996)
- Jamaica Beat, regia di Mark Melnick (1997)
- Nightwatch - Il guardiano di notte (Nightwatch), regia di Ole Bornedal (1997)
- Best Men - Amici per la pelle (Best Men), regia di Tamra Davis (1997)
- Alien - La clonazione (Alien: Resurrection), regia di Jean-Pierre Jeunet (1997)
- Playing Patti, regia di Adam Friedman (1998)
- Una brutta indagine per l'ispettore Brown (Brown's Requiem), regia di Jason Freeland (1998)
- Progeny - Il figlio degli alieni, regia di Brian Yuzna (1998)
- Urban Legend, regia di Jamie Blanks (1998)
- Effetti collaterali (Senseless), regia di Penelope Spheeris (1998)
- Interceptors, regia di Phillip J. Roth (1999)
- The Storytellers, regia di James D.R. Hickox (1999)
- A Tekerölantos naplója, regia di Gábor Dettre (1999)
- Cypress Edge, regia di Serge Rodnunsky (1999)
- Codice di sicurezza (Silicon Towers), regia di Serge Rodnunsky (1999)
- Shadow Hours, regia di Isaac H. Eaton (2000)
- La profezia (The Prophecy 3: The Ascent), regia di Patrick Lussier (2000)
- The Ghost, regia di Douglas Jackson (2001)
- Soulkeeper, regia di Darin Ferriola (2001)
- The Calling, regia di Damian Chapa (2002)
- Il Signore degli Anelli - Le due torri (The Lord of the Rings: The Two Towers), regia di Peter Jackson (2002)
- The Box, regia di Richard Pepin (2003)
- Vlad, regia di Michael D. Sellers (2003)
- Il Signore degli Anelli - Il ritorno del re (The Lord of the Rings: The Return of the King), regia di Peter Jackson (2003)
- The Devil's Due at Midnight, regia di Edward L. Plumb (2004)
- Dead Scared - Iniziazione mortale (The Hazing), regia di Rolfe Kanefsky (2004)
- El Padrino, regia di Damian Chapa (2004)
- The Great War of Magellan, regia di Richard Hatch (2005)
- Dead Sexy - Bella da morire (Drop Dead Sexy), regia di Michael Philip (2005)
- L'ignoto spazio profondo (The Wild Blue Yonder), regia di Werner Herzog (2005)
- The List, regia di Brandon Sonnier (2006)
- Pulse, regia di Jim Sonzero (2006)
- Sinner, regia di Marc Benardout (2007)
- The Wizard of Gore, regia di Jeremy Kasten (2007)
- Halloween - The Beginning, regia di Rob Zombie (2007)
- Touching Home, regia di Logan Miller (2008)
- Humboldt County, regia di Darren Grodsky (2008)
- Il cattivo tenente - Ultima chiamata New Orleans (Bad Lieutenant: Port of Call New Orleans), regia di Werner Herzog (2009)
- Halloween II, regia di Rob Zombie (2009)
- My Son, My Son, What Have Ye Done, regia di Werner Herzog (2009)
- Priest, regia di Scott Charles Stewart (2011)
- Catch .44, regia di Aaron Harvey (2011)
- Miami Magma, regia di Todor Chapkanov (2011)
- La maledizione di Chucky (Curse of Chucky), regia di Don Mancini (2013)

#### Televisione
- Visions – serie TV, episodio 1x12 (1977)
- La tragedia della Guyana (Guyana Tragedy: The Story of Jim Jones) – film TV (1980)
- Indagine oltre il buio (Desire, the Vampire) – film TV (1982)
- Il brivido dell'imprevisto (Tales of the Unexpected) – serie TV, episodio 7x05 (1984)
- Un giustiziere a New York (The Equalizer) – serie TV, episodio 1x14 (1986)
- Spenser (Spenser: For Hire) – serie TV, episodio 1x21 (1986)
- Moonlighting – serie TV, episodio 3x05 (1986)
- La rabbia degli angeli - La storia continua (Rage of Angels: The Story Continues) - miniserie TV, regia di Paul Wendkos (1986)
- Miami Vice – serie TV, episodio 3x16 (1987)
- I viaggiatori delle tenebre (The Hitchhiker) – serie TV, episodio 4x07 (1987)
- La signora in giallo (Murder, She Wrote) – serie TV, episodio 5x13 (1989)
- Desperado (Desperado: The Outlaw Wars) – film TV (1989)
- I racconti della cripta (Tales from the Crypt) – serie TV, episodio 5x05 (1993)
- X-Files (The X Files) – serie TV, episodio 1x13 (1994)
- Un nemico in casa (Escape from Terror: The Teresa Stamper) – film TV (1995)
- La montagna della strega (Escape to Witch Mountain) – film TV (1995)
- Bless This House – serie TV, episodio 1x10 (1995)
- Babylon 5 – serie TV, episodio 3x04 (1995)
- Star Trek: Voyager – serie TV, episodi 2x16-2x26-3x01 (1996)
- Millennium – serie TV, episodio 1x13 (1997)
- I magnifici sette (The Magnificent Seven) – serie TV, episodio 2x07 (1999)
- The Norm Show – serie TV, episodio 2x07 (1999)
- The Hunger – serie TV, episodio 2x09 (1999)
- Ponderosa – serie TV, 8 episodi (2001-2002)
- Deadwood – serie TV, 36 episodi (2004-2006)
- Law & Order - I due volti della giustizia (Law & Order) – serie TV, episodio 18x01 (2008)
- Turbulent Skies - Volo fuori controllo (Turbulent Skies), regia di Fred Olen Ray – film TV (2010)
- Law & Order - Unità vittime speciali – serie TV, episodio 11x21 (2010)
- Fringe – serie TV, episodio 3x22 (2011)
- Psych – serie TV, episodio 6x06 (2011)
- Criminal Minds – serie TV, episodio 8x10 (2012)
- Wilfred – serie TV, episodio 2x11 (2012)
- C'era una volta (Once Upon a Time) – serie TV, 2 episodi (2012-2014)
- Deadwood - Il film (Deadwood: The Movie), regia di Daniel Minahan – film TV (2019)
- Chucky – serie TV, 24 episodi (2021-2024)
- The Pitt – serie TV, episodio 1x14 (2025)

### Doppiatore
- La bambola assassina (Child's Play), regia di Tom Holland (1988)
- La bambola assassina 2 (Child's Play 2), regia di John Lafia (1990)
- La bambola assassina 3 (Child's Play 3), regia di Jack Bender (1991)
- La sposa di Chucky (Bride of Chucky), regia di Ronny Yu (1998)
- Il figlio di Chucky (Seed of Chucky), regia di Don Mancini (2004)
- Gingerclown 3D, regia di Balázs Hatvani (2013)
- La maledizione di Chucky (Curse of Chucky), regia di Don Mancini (2013)
- Il culto di Chucky (Cult of Chucky), regia di Don Mancini (2017)
- Chucky – serie TV (2021-2024)

## Riconoscimenti
- Premio Oscar
  - 1976 – Candidatura al miglior attore non protagonista per Qualcuno volò sul nido del cuculo
- Golden Globe
  - 1975 – Miglior attore non protagonista per Qualcuno volò sul nido del cuculo
- Emmy Award
  - 2004 – Candidatura alla migliore guest star per Deadwood

## Doppiatori italiani
Nelle versioni in italiano delle opere in cui ha recitato, Brad Dourif è stato doppiato da:
- Luca Dal Fabbro in Mississippi Burning - Le radici dell'odio, I figli del fuoco, Amos & Andrew, Law & Order - I due volti della giustizia, Star Trek: Voyager, Effetti collaterali, Law & Order - Unità vittime speciali, Criminal Minds, Fringe, Miami Magma
- Luca Biagini in Il cattivo tenente - Ultima chiamata New Orleans, Priest
- Gianni Williams in Dune, La rabbia degli angeli - La storia continua
- Gino La Monica in L'isola dell'ingiustizia - Alcatraz, Progeny - Il figlio degli alieni
- Carlo Cosolo in Nightwatch - Il guardiano di notte, Codice di sicurezza
- Gianluca Tusco ne Il Signore degli Anelli - Le due torri e Il Signore degli Anelli - Il ritorno del re (edizione estesa)
- Sergio Di Giulio in Occhi di Laura Mars, Turbulent Skies - Volo fuori controllo
- Fabrizio Temperini in Grido di pietra, X-Files
- Oliviero Dinelli ne La montagna della strega, Psych
- Mino Caprio in Millennium, Deadwood
- Dario Penne in Vlad, Agents of S.H.I.E.L.D.
- Gerolamo Alchieri in My Son, My Son, What Have Ye Done, C'era una volta
- Paolo Turco in Qualcuno volò sul nido del cuculo
- Claudio Capone in Ragtime
- Carlo Valli ne La signora in giallo
- Gianfranco Bellini in Velluto blu
- Renato Cortesi in La bambola assassina (Charles Lee Ray)
- Marco Mete in Desperado
- Federico Danti ne I racconti della cripta
- Tonino Accolla in L'esorcista III
- Nino Prester ne La creatura del cimitero
- Luciano Roffi in Jungle Fever
- Giuliano Santi in Critters 4
- Sandro Acerbo in Final Judgment
- Sergio Di Stefano in Trauma
- Diego Reggente in Death Machine
- Maurizio Fardo in Il colore della notte
- Roberto Pedicini in Alien - La clonazione
- Angelo Nicotra in Urban Legend
- Pasquale Anselmo in Halloween - The Beginning
- Stefano Mondini in Halloween II
- Francesco De Francesco in La maledizione di Chucky (Charles Lee Ray)
- Simone Mori in Occhi di Laura Mars (ridoppiaggio)

Da doppiatore è sostituito da:
- Renato Cortesi ne La bambola assassina (Chucky versione cattiva), La bambola assassina 3
- Francesco De Francesco ne La maledizione di Chucky (Chucky), Il culto di Chucky
- Monica Ward in La bambola assassina (Chucky versione buona)
- Giulio Platone in La bambola assassina 2
- Angelo Nicotra ne La sposa di Chucky
- Antonio Palumbo ne Il figlio di Chucky
- Luca Dal Fabbro in Chucky